# Aeroporto de Campo Alegre de Lourdes
O Aeroporto de Campo Alegre de Lourdes (ICAO: SSRK ) é um aeroporto brasileiro localizado no município de Campo Alegre de Lourdes, próximo a BR-020 no norte do estado da Bahia.
Suas coordenadas são as seguintes: -9º 30'58"S de latitude e -42º 59'44"W de longitude. Possui uma pista de 1.500 m de piçarra e não sinalizada.

## Características
- Pista: 1500 m x 21 m[1]
- Coordenadas: Latitude: -9º 30'58"S / Longitude: -42º 59'44"W[1]
- Elevação: 489 metros[1]
- Natureza do Piso: Asfalto (ASPH)[1]
- Designação da Pista: 11/29[1]
- Resistência do pavimento: ASPH 8/F/B/Y/U[1]
- Condições Operacionais: VFR diurna
- Combustível (Fuel): não tem